# Rahden
Rahden är en stad i Kreis Minden-Lübbecke i Regierungsbezirk Detmold i förbundslandet Nordrhein-Westfalen i Tyskland.